# Nefyn
Nefyn ist eine Kleinstadt und Community an der Nordwest-Küste der Lleyn-Halbinsel (Pen Llŷn) im County Gwynedd, Wales. Rund 80 % der Einwohner verwenden Walisisch als Erstsprache.

## Geschichte und Etymologie

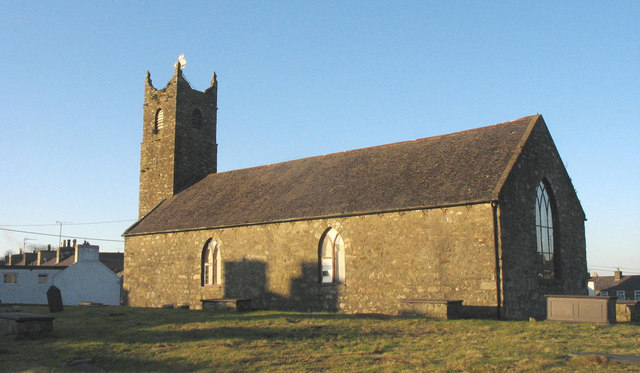
St Mary’s parish church Seefahrtsmuseum

Die Geschichte der Gegend kann bis 300 v. Chr. zurückverfolgt werden. Zu dieser Zeit entstand das eisenzeitliche Hillfort Garn Boduan, das über dem Ort aufragt. Die Überreste von 170 runden Steinhütten und Mauerfragmenten sind noch auf dem 280 m hohen Hügel zu erkennen. Schriftliche Zeugnisse gibt es aus dem späten 11. Jahrhundert, wo Nefyn in einem Bericht über den walisischen Fürsten Gruffydd ap Cynan vorkommt. 1284 veranstaltete Edward I. von England ein Turnier zur Feier seines Sieges über die Waliser, ab dem 14. Jahrhundert hatte der Ort das Gemeinderecht und war ein wichtiges Handelszentrum. Die Wirtschaft von Nefyn beruhte größtenteils auf Fischfang, vor allem auf den Hering, deshalb trägt sie auch drei Heringe im Wappen.
Im 6. Jahrhundert wurde die St Mary’s parish church erbaut und 1827 erneuert. Diese Pfarrkirche war eine Station des Pilgerweges nach Ynys Enlli (Bardsey Island, siehe auch Avalon). Heute befindet sich in ihr das Seefahrtsmuseum von Nefyn.
Der Ortsname leitet sich von der gälischen Göttin Nebhain ab (irischer Frauenname Nevin – „Verehrerin der Gottheit“), der ebenso wie der Name der Llŷn-Halbinsel (irisch Laighin, gleicher Wortstamm wie die irische Provinz Leinster) auf die Besiedlung durch irische Clans im 4. und 5. Jahrhundert hinweist. Eine alte walisische Heilige Nyfain ist ebenfalls bekannt.
Während des Zweiten Weltkriegs errichtete die Royal Air Force eine Radarstation nahe Nefyn (Deckname Chain Home).
Zwei Erdbeben, am 12. Dezember 1940 und am 19. Juli 1984, verursachten nur geringe Sachschäden, beim ersten hatte der Ort allerdings zwei Todesfälle zu beklagen.

## Sonstiges
Sir Thomas Duncombe Love Jones-Parry, bekannt unter seinem Barden-Namen Elphin, ein prominentes Mitglied der Eisteddfod (Feste der Literatur, der Musik und des Gesangs in Wales), erbte im Jahr 1853 das Anwesen Madryn in der Nähe von Nefyn. Der bekannte Filmschauspieler Rupert Davies (* 1916; † 1976), Hauptdarsteller der Maigret-Verfilmungen, wurde in Pistyll bei Nefyn geboren. Die Soul-/Pop-Sängerin Duffy begann hier ihre Karriere bei einem Auftritt.
Der lokale Fußballklub Nefyn United F.C. (gegründet 1932) hat seinen Platz Cae'r Delyn im Ort und spielt in der Welsh Alliance League, der dritten walisischen Liga.